# Selayang
Selayang is een bestuurslaag in het regentschap Langkat van de provincie Noord-Sumatra, Indonesië. Selayang telt 4699 inwoners (volkstelling 2010).